# Ballastwasser-Übereinkommen

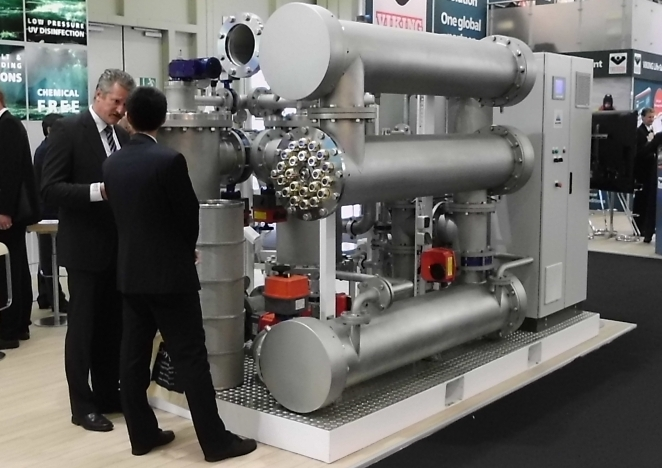
Anlage zur Ballastwasseraufbereitung

Das Ballastwasser-Übereinkommen (englisch International Convention for the Control and Management of Ships’ Ballast Water and Sediments) ist ein 2004 verabschiedetes, internationales Abkommen im Rahmen der Internationalen Seeschifffahrts-Organisation. Ziel des Abkommens ist, die durch Ballastwasser verursachten Schäden an der Meeresumwelt zu mildern. Das Abkommen ist seit dem 8. September 2017 in Kraft.

## Problem
Schiffe müssen zur Erhöhung ihrer Stabilität und zum Beladungsausgleich Ballastwasser aufnehmen, das in Tanks, in der Regel im Doppelboden, der Vor- oder Achterpiek und in Seitentanks, transportiert wird. Das Ballastwasser wird im Hafen aufgenommen, wandert mit dem Schiff um die Welt und wird samt den im Wasser enthaltenen Organismen in anderen Häfen wieder hinausgepumpt. Je nach Schiffstyp und Beladungszustand wird sehr viel (Tanker, Massengutfrachter), viel (Containerschiffe, Kühlschiffe, Autotransporter) oder wenig (Kreuzfahrt- und Fährschiffe) Ballastwasser transportiert.
Die Bedeutung der Problematik hat aufgrund des wirtschaftlichen Aufschwungs in Schwellenländern wie China, Brasilien oder Indien in den letzten Jahren zugenommen und wird sich aufgrund des prognostizierten Wachstums des internationalen Seehandels und der fortschreitenden Vernetzung der Regionen weltweit im Rahmen der Globalisierung in Zukunft weiter verstärken. Gerade durch den Einsatz von Tankern und Massengutfrachtern, die über ein großes Ballastwasservolumen verfügen, wird ein immer höheres Volumen an Ballastwasser von Schiffen bewegt. Schätzungsweise werden jährlich bis zu 10 Mrd. Tonnen Ballastwasser und täglich über 3000 verschiedene Tier- und Pflanzenarten zwischen Häfen weltweit transportiert.
Durch die Verschleppung von Organismen wie der chinesischen Wollhandkrabbe oder der Wandermuschel durch Ballastwasser von Schiffen entstehen seit langer Zeit Schäden an der biologischen Vielfalt und hohe Kosten durch Produktionseinbußen in der Fischerei, durch Kosten für die Wartung von maritimer Infrastruktur und für die Eindämmung und Kontrolle dieser Neobiota. Die globalen finanziellen Auswirkungen sind kaum kalkulierbar. Ballastwasser kann auch eine Gesundheitsgefahr darstellen. In unbehandeltem Ballastwasser befinden sich zahlreiche Bakterien und Viren, durch welche auch Krankheiten wie Cholera oder Paralytic Shellfish Poisoning verursacht werden können.
Daher hat die Internationale Seeschifffahrts-Organisation (International Maritime Organization, IMO) im Jahr 2004 ein Ballastwasser-Übereinkommen verabschiedet. Es regelt die Bedingungen für den Austausch und die Behandlung von Ballastwasser.

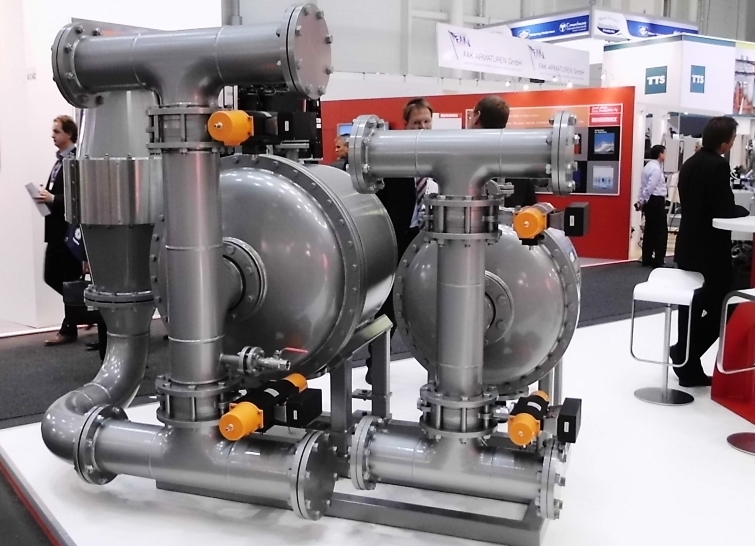
Filter für eine Anlage zur Ballastwasseraufbereitung

## Entwicklungsgeschichte
Die Entwicklungsgeschichte des Ballastwasser-Übereinkommens reicht zurück bis in die 1970er Jahre. Im Rahmen der verstärkten internationalen Regulierung der Meeresverschmutzung durch den Schiffsverkehr waren auch Meeresverschmutzungen durch andere Stoffe als Öl Gegenstand internationaler Diskussionen. Das erste Instrument auf dem Gebiet der internationalen Ballastwasser-Regulierung bildet Resolution 18 vom 31. Oktober 1973, die im Rahmen der „International Conference on Marine Pollution 1973“ verabschiedet worden ist. Hierin werden IMO und WHO aufgefordert, den Zusammenhang zwischen Ballastwasser und epidemischen Krankheiten zu untersuchen und vermehrt Grundlagenforschung im Bereich der Invasionsbiologie zu betreiben. Aufgrund fehlender wissenschaftlicher Erkenntnisse über die Wirkung von Ballastwasser auf die Meeresumwelt, dauerte es aber noch bis Anfang der 1990er Jahre, ehe innerhalb der IMO regulatorische Maßnahmen ergriffen wurden.
Konkrete Schritte zur Regulierung des Ballastwasserproblems auf internationaler Ebene wurden 1991 ergriffen, als der Ausschuss für Meeresumweltschutz (MEPC) eine Resolution verabschiedete, die Richtlinien für den grenzüberschreitenden Umgang mit Schiffsballastwasser enthielt. Die Verabschiedung der Resolution ging maßgeblich auf die Initiative von Australien, Neuseeland und Kanada zurück. Die verabschiedeten Richtlinien waren rechtlich nicht verbindlich.
Das auf der UNO-Konferenz im Juni 1992 in Rio de Janeiro verabschiedete internationale Aktionsprogramm Agenda 21 wiederholte die Aufforderung an die Staaten, die Notwendigkeit zusätzlicher Maßnahmen zur Bekämpfung der Verschmutzung der Meeresumwelt zu prüfen und die Verabschiedung geeigneter internationaler Vorschriften für das Ablassen von Ballastwasser in Erwägung zu ziehen, um die Verbreitung nichtheimischer Organismen zu verhindern.
Mit der Verabschiedung von Resolution A.774(18) der Versammlung der IMO am 4. November 1993 wurden die vom MEPC im Jahr 1991 verabschiedeten Richtlinien bestätigt. Bis auf wenige Korrekturen nicht inhaltlicher Art, entsprachen die neuen Ballastwasser-Richtlinien aber denjenigen, die zwei Jahre zuvor durch das MEPC erarbeitet wurden. Die erneute Verabschiedung durch die Versammlung der IMO verlieh den Richtlinien allerdings mehr politisches Gewicht.
Die Resolution A.868(20) der IMO Assembly vom 1. Dezember 1997 wurde in der Erkenntnis erlassen, dass die Ballastwasser-Richtlinien von 1993 keine ausreichende, umfassende Lösung des Ballastwasserproblems darstellen. Die neuen Ballastwasser-Richtlinien ersetzten die vorherigen Regeln aus dem Jahr 1993 und erweiterten die bestehenden Strategien um neue Elemente des Ballastwasser-Managements.
Das Ziel der internationalen Staatengemeinschaft bestand jedoch weiterhin in der Ausarbeitung eines rechtlich verbindlichen Regelwerkes zur Regulierung von Ballastwasser. Zu diesem Zweck fand die „International Conference on Ballast Water Management for Ships“ im Hauptquartier der IMO in London statt. Nach komplexen Verhandlungen zwischen den Mitgliedstaaten der IMO wurde dann am 13. Februar 2004 das Ballastwasser-Übereinkommen im Konsens von den beteiligten 74 Staaten angenommen und verabschiedet.

## Struktur
Das Ballastwasser-Übereinkommen weist eine für internationale Verträge unter dem Dach der IMO übliche Struktur auf. Dem eigentlichen Vertragstext ist eine Präambel vorangestellt, bestehend aus 11 Absätzen. Die Funktion der Präambel besteht in der Darstellung der Motivation der Vertragsstaaten bei Abschluss des Übereinkommens und der Umschreibung der allgemeinen Ziele des Übereinkommens. Der Vertragstext des Ballastwasser-Übereinkommens ist mit insgesamt 22 Artikeln übersichtlich gehalten. Die Artikel 1 bis 15 enthalten materielle Vorschriften, in denen die Rechte und Pflichten der Vertragsparteien allgemein niedergelegt werden. Die Artikel 16 bis 22 sind als formelle Vorschriften ausgestaltet, die sich auf Verfahrensfragen beziehen.
Dem Vertragstext des Ballastwasser-Ü ist eine Anlage zugefügt worden, ähnlich der Struktur von MARPOL. Nach Artikel 2 Absatz 2 des Ballastwaser-Übereinkommens stellt die Anlage einen integralen Bestandteil des Übereinkommens dar. Jeder Verweis auf das Ballastwasser-Übereinkommen schließt auch die Anlage mit ein. Die Anlage des Ballastwasser-Übereinkommen ist in fünf Abschnitte unterteilt. Abschnitt A bezieht sich auf „Allgemeine Vorschriften“. In Abschnitt B sind die „Behandlungs- und Kontrollvorschriften für Schiffe“ festgehalten. Die „Sondervorschriften für bestimmte Gebiete“ werden in Abschnitt C aufgeführt. Abschnitt D enthält das Kernstück des Ballastwasser-Übereinkommens, die „Normen für die Ballastwasser-Behandlung“. Abschnitt E über die „Vorschriften für Besichtigungen und die Erteilung von Zeugnissen über die Ballastwasser-Behandlung“ dient der Rechtsdurchsetzung.
Zusätzlich zum Ballastwasser-Übereinkommen hat der Ausschuss für Meeresumweltschutz weitere Richtlinien verabschiedet, die für die einheitliche Auslegung und Anwendung des Ballastwasser-Ü durch die Vertragsstaaten von Bedeutung sind:
- Richtlinien für Sediment-Auffanganlagen (G1)
- Richtlinien für die Entnahme von Proben aus dem Ballastwasser (G2)
- Richtlinien für die Ballastwasser-Behandlung – Gleichwertige Einhaltung (G3)
- Richtlinien für die Ballastwasser-Behandlung und die Erstellung von Ballastwasser-Behandlungsplänen (G4)
- Richtlinien für Ballastwasser-Auffanganlagen (G5)
- Richtlinien für den Ballastwasser-Austausch (G6)
- Richtlinien für die Risikobewertung nach Regel A-4 des Ballastwasser-Übereinkommens (G7)
- Richtlinien für die Zulassung von Ballastwasser-Behandlungssystemen (G8)
- Verfahren für die Zulassung von Ballastwasser-Behandlungssystemen, die aktive Substanzen verwenden (G9)
- Richtlinien für die Zulassung und Beaufsichtigung von Prototypen von Ballastwasser-Aufbereitungstechnologieprogrammen (G10)
- Richtlinien für Entwurfs- und Bauvorschriften für den Ballastwasser-Austausch (G11)
- Richtlinien für Entwurf und Bau zur Erleichterung der Sedimentkontrolle auf Schiffen (G12)
- Richtlinien für zusätzliche Maßnahmen im Zusammenhang mit der Behandlung von Ballastwasser einschließlich Notfallsituationen (G13)
- Richtlinien für die Festlegung von Gebieten für den Ballastwasser-Austausch (G14)

## Anwendungsbereich
Der Anwendungsbereich des Ballastwasser-Übereinkommens wird in Artikel 3 durch ein Regel-Ausnahmeverhältnis definiert. Der Grundsatz des Flaggenstaatsprinzips unterliegt speziellen Ausnahmetatbeständen, die auf Routen, Fahrtgebiete und Schiffstypen abstellen.
Das Ballastwasser-Ü gilt zunächst für alle Schiffe, die berechtigt sind, die Flagge einer Vertragspartei des Übereinkommens zu führen.
Was unter einem „Schiff“ im Sinne des Ballastwasser-Ü verstanden wird, definiert Art. 1 Abs. 12: „Der Ausdruck ‚Schiff‘ bezeichnet ein Fahrzeug beliebiger Art, das im Wasser betrieben wird, und schließt Unterwassergerät, schwimmendes Gerät, schwimmende Plattformen, schwimmende Lagereinheiten sowie schwimmende Produktions-, Lager- und Verladeeinheiten ein.“ Der Begriff des „Schiffes“ ist im Ballastwasser-Ü sehr weit gefasst. Nicht nur Wasserfahrzeuge im engeren Sinne, die dem Transport von Passagieren oder Gütern dienen, sondern auch Anlagen wie Plattformen zur Erschließung und Ausbeutung von Rohstoffen oder schwimmende Lagertanks unterliegen dem Ballastwasser-Ü. Die Ballastwasser-Standards finden damit nicht nur in der Handelsschifffahrt, sondern auch in der Offshore-Industrie (Versorger) und im Bereich maritimer Spezialdienstleistungen (Schwimmkräne, Baggerschiffe oder Kabelleger) Anwendung.
Der Grundsatz der generellen Anwendbarkeit des Ballastwasser-Ü auf Schiffe von Flaggenstaaten unterliegt aber einem abschließenden Katalog von Ausnahmen für bestimmte Einsatzprofile und Konstruktionsmerkmale von Schiffen (Artikel 3).
Ausgeschlossen sind zunächst alle Schiffe, die nicht entworfen oder gebaut worden sind, um Ballastwasser aufzunehmen und alle Schiffe, die Ballastwasser in einem geschlossenen Tanksystem mitführen und dieses nicht in das Meer leiten können.
Vom Anwendungsbereich des Ballastwasser-Ü ausgeschlossen sind auch alle Kriegsschiffe, Flottenhilfsschiffe und sonstige einem Staat gehörende oder von ihm betriebene Schiffe, die im Staatsdienst stehen und ausschließlich anderen als Handelszwecken dienen. Diese grundsätzliche Immunität von staatlichen Schiffen von meeresumweltrechtlichen Pflichten steht im Einklang mit Artikel 236 SRÜ und entspricht der geltenden seerechtlichen Praxis. Es steht im Ermessen der Vertragsparteien, inwiefern ihre staatlichen Schiffe die Standards des Ballastwasser-Ü einhalten müssen.
Die weiteren Ausnahmen beziehen sich auf das Einsatzprofil von Schiffen und berücksichtigen, ob der Betrieb von Schiffen zu grenzüberschreitenden Ballastwassertransfers führt. Schiffe auf internationaler Fahrt unterliegen den Regelungen des Übereinkommens, während Schiffe im Küstenverkehr hiervon vorbehaltlich nationaler Regelungen des Küstenstaates umfassend ausgenommen werden.

## Rechtliche Durchsetzung
Die Strukturen und Prinzipien des Seevölkerrechtes sind auch für die Durchsetzung des Ballastwasser-Ü gegenüber den Akteuren der Seefahrt maßgeblich.
Im Seerecht stellt die Flaggenstaatsjurisdiktion die primäre Säule der Rechtsdurchsetzung dar, welche von der Hafenstaatkontrolle als zweiter Säule ergänzt und überlagert wird, ohne jedoch verdrängt zu werden.
Dieses allgemeine System der seerechtlichen Rechtsdurchsetzung wird im Ballastwasser-Ü durch spezielle Regelungen konkretisiert, um den besonderen naturwissenschaftlichen und technischen Herausforderungen des Ballastwasserproblems gerecht zu werden.

### Flaggenstaatsjurisdiktion
Die Kontrolle der Einhaltung der Regelungen des Übereinkommens obliegt in erster Linie den Vertragsparteien in ihrer Funktion als Flaggenstaaten. Hierfür etabliert das Ballastwasser-Ü ein System der Besichtigung und Erteilung von Zeugnissen (Abschnitt E der Anlage). Die in regelmäßigen Intervallen stattfindende Besichtigung des Schiffes, bei welcher die technische Übereinstimmung des Schiffes mit den Regeln des Übereinkommens überprüft wird, wird von den zuständigen Behörden der Flaggenstaaten oder den hiermit beauftragten Klassifikationsgesellschaften durchgeführt.
Nach der erfolgreichen Besichtigung des Schiffes wird das „Ballastwasser-Zeugnis“ (International Ballast Water Management Certificate, IBWMC) ausgestellt. Das Zeugnis beurkundet, dass das Schiff und seine Ausrüstung mit den technischen Normen des Ballastwasser-Ü im Einklang stehen. Zeugnisse, die im Namen einer Vertragspartei des Ballastwasser-Ü ausgestellt worden sind, müssen von den anderen Vertragsparteien anerkannt und in allen Zusammenhängen als ebenso gültig betrachtet werden, wie ein von ihnen ausgestelltes Zeugnis. Das Zeugnis hat eine maximale Geltungsdauer von fünf Jahren und muss nach Ablauf dieser Zeitspanne nach einer erfolgreichen Erneuerungsbesichtigung neu ausgestellt werden.
Die repressive Seite der Rechtsdurchsetzung durch die Flaggenstaaten regelt Artikel 8 des Ballastwasser-Ü. Hiernach werden die Flaggenbehörden ausdrücklich ermächtigt, jeden Verstoß gegen das Ballastwasser-Ü zu verfolgen. Jeder Verstoß muss nach dem nationalen Recht der Flaggenstaaten unter Strafe gestellt werden, gleich wo der Verstoß begangen worden ist. Die Rechtsverletzung kann durch Tatbestände aus dem nationalen Strafrecht und zusätzlich oder ausschließlich als Ordnungswidrigkeit geahndet werden. Die Ahndung von Verstößen gegen das Ballastwasser-Übereinkommen wird in Deutschland durch die See-Umweltverhaltensverordnung (SeeUmwVerhV) geregelt (BGBl. 2014 I S. 1371).

### Hafenstaatkontrolle
Der Fokus der Hafenstaatkontrolle liegt auf der Überprüfung, ob die in die Häfen einlaufenden Schiffe den technischen Vorgaben des Ballastwasser-Ü entsprechen. Das Ballastwasser-Ü enthält in den Artikeln 9 bis 12 Vorgaben über die Instrumente der Hafenstaatkontrolle, aus denen sich der grundsätzliche Ablauf der Inspektionen, der Umfang der Kompetenzen der Hafenstaatbehörden, die Kooperation der Hafenstaatbehörden mit betroffenen Flaggenstaaten sowie Ansätze zur Gewährleistung einer lückenlosen Rechts-durchsetzung ergeben.
Das Verfahren zur Hafenstaatkontrolle zum Zweck der Durchsetzung des Ballastwasser-Ü folgt nach den Richtlinien zur Hafenstaatkontrolle einem vierstufigen Aufbau.
Auf der ersten Stufe erfolgt eine Eingangsüberprüfung des Schiffes (initial inspection), an welche sich auf der zweiten Stufe eine gründliche Überprüfung (detailed inspection) anschließen kann. Die Eingangsüberprüfung umfasst die Überprüfung des internationalen Ballastwasser-Zeugnisses, des Ballastwasser-Tagebuchs (Ballast Water Record Book, BWRB), des vom Flaggenstaat zugelassenen Ballastwasser-Managementplans (Ballst Water Management Plan, BWMP) und eine visuelle Kontrolle des Schiffszustandes, insbesondere des Behandlungssystems, sofern ein solches an Bord installiert worden ist.
Die gründliche Überprüfung des Schiffes kann nur angeordnet werden, wenn sich aus der Eingangsprüfung „eindeutige Gründe“ ergeben, die Indizien für die Nichteinhaltung des Ballastwasser-Ü darstellen.
Aus der gründlichen Überprüfung kann die Anordnung einer Entnahme und Analyse von Ballastwasserproben resultieren, womit das Verfahren die dritte Stufe der Hafenstaatkontrolle erreicht.
Auf der vierten Stufe der Hafenstaatkontrolle können Schiffe bei Verstößen auch im Hafen festgesetzt werden. Hierfür muss der Verstoß aufgrund der Ergebnisse der Analyse der Proben des Ballastwassers eindeutig feststehen. Die Festsetzung von Schiffen wird als letztes Mittel verstanden, deren Anordnung den nationalen Behörden obliegt. Mildere Mittel stellen alternative Maßnahmen wie das Verbot des Einleitens von Ballastwasser, die Anordnung von Reparaturen am Ballastwasser-System des Schiffes, das Ablassen von Ballastwasser über eine Auffanganlage an Land und die Erlaubnis zum Austausch von Ballastwasser in hierfür geeigneten Gewässern dar.

## Inkrafttreten des Ballastwasser-Übereinkommens
Das Ballastwasser-Übereinkommen tritt zwölf Monate nach dem Tag in Kraft, an dem wenigstens 30 Staaten, deren Handelsflotten insgesamt mindestens 35 Prozent des Bruttoraumgehalts der Handelsflotte der Welt ausmachen, ihre Ratifikationsurkunde bei der IMO als Verwahrer hinterlegt haben. Dies ist mit der Hinterlegung der Ratifikationsurkunde Finnlands am 8. September 2016 erreicht. Bis zum 8. Juni 2017 haben insgesamt 59 Staaten das Übereinkommen ratifiziert, die insgesamt gut 65,18 % der weltweiten Handelstonnage abdecken. Für diese 59 Staaten trat das Übereinkommen am 8. September 2017 in Kraft. Derzeit sind 65 Staaten Vertragsparteien des Übereinkommens, die 73,92 % der Welthandelstonnage repräsentieren.
Für Deutschland haben Bundestag und Bundesrat das Übereinkommen zum 14. Februar 2013 mit dem Ballastwasser-Gesetz ratifiziert. Die Bundesrepublik hat am 20. Juni 2013 die entsprechende Ratifizierungsurkunde beim Generalsekretär der IMO hinterlegt. In Deutschland ist das Bundesamt für Seeschifffahrt und Hydrographie für die Zulassung von Ballastwasser-Behandlungssystemen zuständig. Die Überwachung der Einhaltung des Ballastwasser-Übereinkommens durch Schiffe unter deutscher Flagge und Schiffe unter fremder Flagge, die sich in deutschen Häfen befinden (Hafenstaatkontrolle) obliegt der Dienststelle Schiffssicherheit der BG Verkehr.

## Ballastwassermanagement

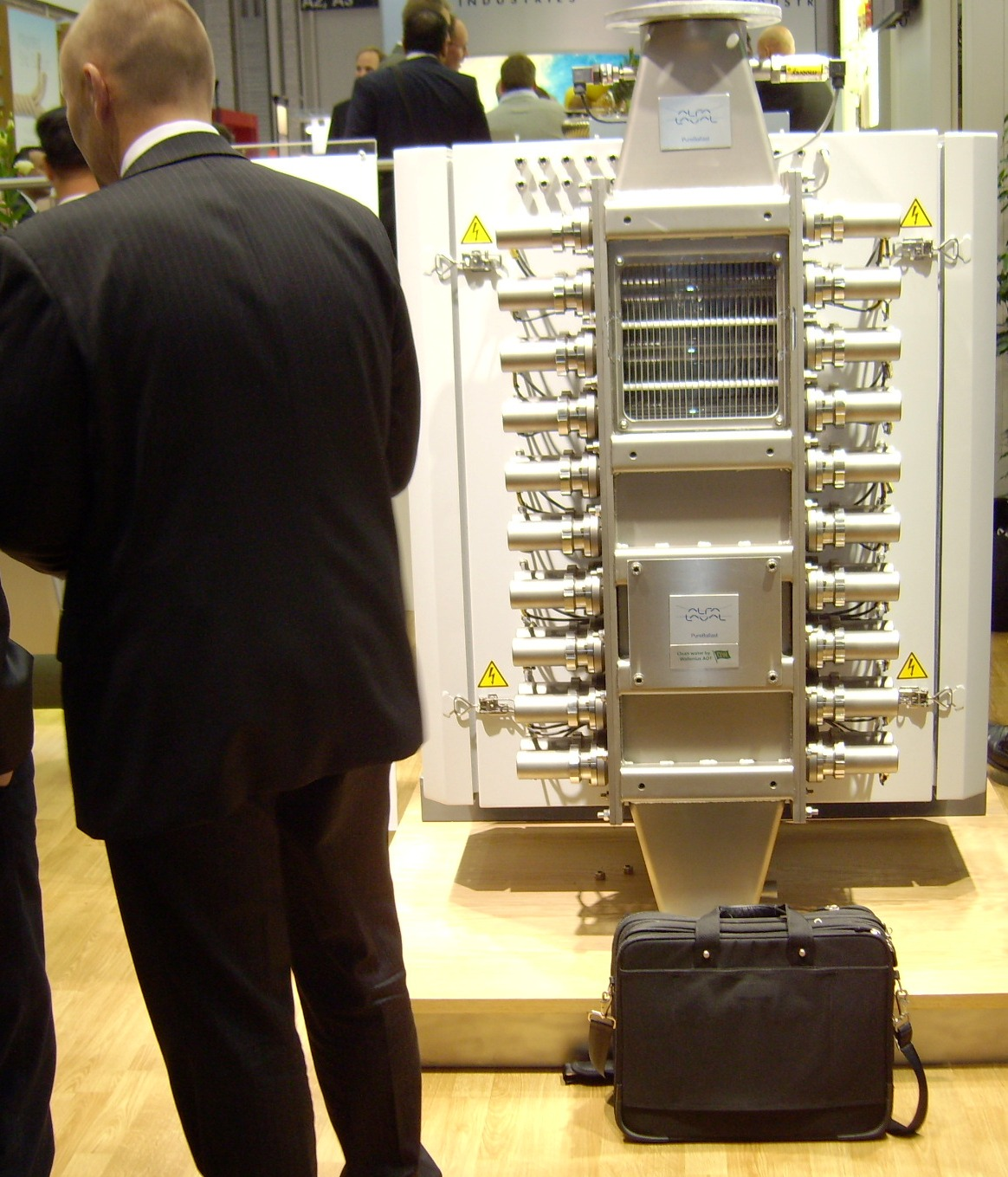
Desinfektion von Ballastwasser durch UV-Bestrahlung

Das Ballastwasser-Übereinkommen sieht für das Ballastwassermanagement grundsätzlich zwei verschiedene Methoden vor, wie unter Ballastwasser beschrieben:
- Austausch von Ballastwasser auf See
- Ballastwasseraufbereitung an Bord.

## Ballastwasser-Standards
Das Ballastwasser-Ü enthält konkrete Normen (Ballastwasser-Standards), die bei Anwendung der Methoden des Ballastwassermanagements eingehalten werden müssen. Der D-1 Standard, der für eine Übergangsfrist nach dem Inkrafttreten des Ballastwasser-Übereinkommens erlaubt ist, kann durch einen einfachen Ballastwasseraustausch erreicht werden. Der weitergehende D-2 Standard kann dagegen nur durch ein entsprechendes Ballastwasser-Behandlungssystem an Bord eingehalten werden.

### Norm für den Ballastwasser-Austausch (Regel D-1)
Regel D-1.1 schreibt vor, dass Schiffe, die Ballastwasser austauschen, eine effektive Volumenerneuerung von mindestens 95 % des Ballastwassers erreichen müssen. Der Ballastwasseraustausch soll idealerweise zu einem vollständigen Austausch des in den Tanks befindlichen Ballastwassers führen. Wird der Austausch mit der Durchpumpmethode vollzogen, so gilt nach Regel D-1.2 das dreimalige Durchpumpen des Volumens jedes Ballastwassertanks als Erfüllung der in Regel D-1.1 bezeichneten Norm.
Die geographischen Anforderungen an den Austausch von Ballastwasser ergeben sich aus Regel B-4.1. Hiernach muss das Ballastwasser in einem Abstand von mindestens 200 Seemeilen Abstand zur nächsten Küste bei einer Wassertiefe von mindestens 200 Metern durchführen. Kann der Abstand von 200 Seemeilen nicht eingehalten werden, muss der Austausch in einem Gebiet durchgeführt werden, das eine Wassertiefe von mindestens 200 Metern aufweist und welches so weit wie möglich von der nächsten Küste entfernt ist, mindestens jedoch eine Entfernung von 50 Seemeilen zum nächstgelegenen Land aufweist. Die Gebiete, in denen Ballastwasser ausgetauscht werden darf, sind durch diese Vorgaben an Wassertiefe und Abstand zur Küste räumlich begrenzt. Weite Gebiete der Ostsee sind daher nicht für den Austausch von Ballastwasser geeignet.

### Qualitätsnorm für behandeltes Ballastwasser (Regel D-2)
Nach Regel D-2.1 dürfen Schiffe nur behandeltes Ballastwasser in die Meeresumwelt einleiten, welches eine Konzentration von weniger als 10 lebensfähigen Organismen in einem Kubikmeter aufweist, die größer als 50 Mikrometer sind. Organismen, die eine Größe zwischen 50 und 10 Mikrometern ausweisen, dürfen nur noch in einer Konzentration von weniger als 10 lebensfähigen Organismen in einem Milliliter Ballastwasser vorhanden sein. Außerdem dürfen ausdrücklich genannte Indikatormikroben nur noch in Konzentrationen eingeleitet werden, die für die menschliche Gesundheit als unbedenklich gelten. Hierzu nennt das Ballastwasser-Ü in Regel D-2.2 den toxigenen Erreger Vibrio cholerae (O1 und O139), von welchem weniger als eine koloniebildende Einheit (KBE) je 100 ml Ballastwasser vorhanden sein darf oder weniger als eine KBE pro Gramm Zooplankton (Nassgewicht). Der Erreger Escherichia coli darf nur in einer Konzentration von weniger als 250 KBE je 100 ml vorkommen, Darm-Enterokokken nur in einer Konzentration von weniger als 100 KBE je 100 ml Ballastwasser.

### Zeitliche Anwendung der Ballastwasser-Standards
Der ursprüngliche Zeitplan zur Anwendung der Qualitätsnormen für Ballastwasser nach Regel B-3 wurde durch die Resolution A.1088(28) der IMO Versammlung vom 4. Dezember 2013 modifiziert.
Hiernach wird aufgrund des Inkrafttretens des Übereinkommens nach dem Jahr 2016 für die zeitliche Anwendung nunmehr einheitlich auf die erste Erneuerungsbesichtigung nach dem Jahresdatum abgestellt. Mit „Erneuerungsbesichtigung“ ist die Besichtigung des Schiffes zur Ausstellung des 'International Oil Pollution Prevention Certificate' (IOPCC, MARPOL Anlage I Regel 6 bis 11) gemeint. Das „Jahresdatum“ setzt sich aus Tag und Monat eines jeden Jahres zusammen, die dem Datum des Ablaufs des IOPCC-Zeugnisses entsprechen. Mit dem Inkrafttreten des Ballastwasser-Übereinkommens am 8. September 2017 finden die Qualitätsnormen noch nicht auf allen Schiffen Anwendung, vielmehr erfolgt eine zeitlich gestaffelte Anwendung.
In zeitlicher Hinsicht gilt nunmehr:
- Auf allen bestehenden Schiffen finden die Qualitätsnormen für Ballastwasser ab der ersten Erneuerungsbesichtigung nach dem Jahresdatum Anwendung.
- Schiffe mit einer Erneuerungsbesichtigung zwischen dem 8. September 2017 und dem 8. September 2019 müssen die Qualitätsnormen zu dem Zeitpunkt dieser Besichtigung erfüllen, vorausgesetzt, die letzte Erneuerungsbesichtigung fand zwischen dem 8. September 2014 und dem 8. September 2017 statt. Schiffe, deren letzte Erneuerungsbesichtigung bereits vor dem 8. September 2014 stattfand, müssen die Qualitätsnormen erst bei der nächsten Erneuerungsbesichtigung (frühestens ab dem 8. September 2019) erfüllen.
- Schiffe mit einer Erneuerungsbesichtigung nach dem 8. September 2019 müssen die Qualitätsnormen ab dem Zeitpunkt dieser Besichtigung erfüllen
- Ab dem Jahr 2024 finden die Qualitätsnormen für Ballastwasser auf allen Schiffen Anwendung.
- Auf Schiffen, die erst nach dem Inkrafttreten des Übereinkommens gebaut werden, finden die Qualitätsnormen bereits ab der Fertigstellung des Schiffes Anwendung.

Das Ballastwasserfassungsvermögen und das Baujahr des Schiffes sind aufgrund der Modifikationen keine maßgeblichen Faktoren mehr.